# Montegaldella
Montegaldella es un municipio italiano de 1.826 habitantes de la provincia de Vicenza (región de Véneto). 

## Demografía
| Gráfica de evolución demográfica de Montegaldella entre 1861 y 2001 |
|                                                                     |
| fuente ISTAT - elaboración gráfica a cargo de Wikipedia             |